# Close (película de 2022)
Close (tdl. ‘Cerca’) es una película belga dramática de coming-of-age dirigida por Lukas Dhont a partir de un guion escrito por Dhont y Angelo Tijssens, que vuelve a formar equipo después de su primer largometraje, Girl. La película está protagonizada por Eden Dambrine, Gustav de Waele, Emilie Dequenne y Léa Drucker.
La película se estrenó el 26 de mayo de 2022 en el Festival Internacional de Cine de Cannes,siendo galardonada con el Gran Premio del Jurado. Fue distribuida por Lumière en Benelux, por Diaphana Distribution en Francia y por A24 en los Estados Unidos. Y en Netflix desde el 19 de mayo de 2024.

## Sinopsis
Léo y Rémi, ambos de 13 años, son amigos cercanos y se conocen de toda la vida. Sus historias dan un giro hasta que un suceso impensable los separa. Léo se acerca entonces a Sophie, la madre de Rémi, para tratar de entender.

## Trama
Léo y Rémi son dos adolescentes que comparten una amistad muy fuerte y pasan la mayor parte de su tiempo libre juntos. Léo a menudo se queda a dormir en casa de Rémi, con la bendición de Sophie, la madre de Rémi, quien considera a Léo como a un hijo. Léo es más extrovertido que Rémi y apoya con entusiasmo la pasión de su amigo por el oboe, admirando su talento.Al comenzar la secundaria, Léo y Rémi conocen a otros alumnos. Léo se siente perturbado cuando sus compañeros empiezan a cuestionar la naturaleza de su relación con Rémi, insinuando que podrían ser pareja. Léo niega vehementemente y dice que solo son amigos muy cercanos, pero esta conversación lo inquieta. Aunque sigue pasando tiempo con Rémi, Léo comienza a distanciarse un poco cuando están en el colegio.
Por sugerencia de un compañero, Léo se une al club local de hockey sobre hielo, encontrando una nueva actividad que le apasiona. Rémi considera unirse también al club al ver cuánto le gusta a Léo, pero se siente desconcertado por la falta de entusiasmo de Léo ante esta idea. Poco después, Léo vuelve a dormir en casa de Rémi, pero esta vez en un colchón separado. A la mañana siguiente, cuando Rémi se mete en el colchón de Léo, Léo insiste en que vuelva a su cama, lo que provoca una pequeña pelea que entristece a Rémi.El distanciamiento entre ellos se hace más evidente cuando Léo comienza a ir al colegio en bicicleta sin esperar a Rémi. La tensión culmina en una pelea física en el patio del colegio, después de la cual los profesores intervienen. Poco tiempo después, en una excursión escolar a la playa, Léo nota la ausencia de Rémi. Al regresar, los estudiantes son informados de que sus padres tienen una noticia importante para ellos. Léo descubre de su madre que Rémi se ha suicidado.
Léo intenta lidiar con la muerte de Rémi. Se dedica al hockey sobre hielo y ayuda en la explotación hortícola de su familia, pero no puede evitar sentir una profunda tristeza y culpa. Un día, Sophie, la madre de Rémi, visita a Léo en la pista de hielo. Léo se siente culpable y tiene dificultades para hablar con ella. Sophie y su esposo son invitados a cenar en casa de Léo, pero se ven abrumados por el dolor cuando escuchan a Charlie, el hermano de Léo, hablar sobre su futuro.Léo visita a Sophie y le pide ver la habitación de Rémi. Nota que Sophie ha estado buscando alguna señal que explique el suicidio de su hijo. Sophie le pregunta si hablaron antes de la muerte de Rémi, pero Léo evita la pregunta y huye. Su madre lo encuentra angustiado en su habitación. Léo sigue luchando con su vida sin Rémi, sintiendo una gran falta y una culpa persistente.Léo decide visitar a Sophie en la maternidad donde ella trabaja. En el coche, le confiesa que empezó a alejarse de Rémi y que se siente responsable por su muerte. Sophie le pide que salga del coche y Léo huye al bosque. Sophie lo sigue y lo encuentra armado con un palo, temeroso de que ella lo lastime. Sophie se acerca lentamente y lo abraza, expresando su perdón y permitiendo a Léo finalmente comenzar su duelo. Léo comienza a recuperar su vida, continúa practicando hockey sobre hielo y busca visitar a Sophie nuevamente, pero descubre que la casa está vacía, comprendiendo que los padres de Rémi se han mudado para también procesar su dolor.

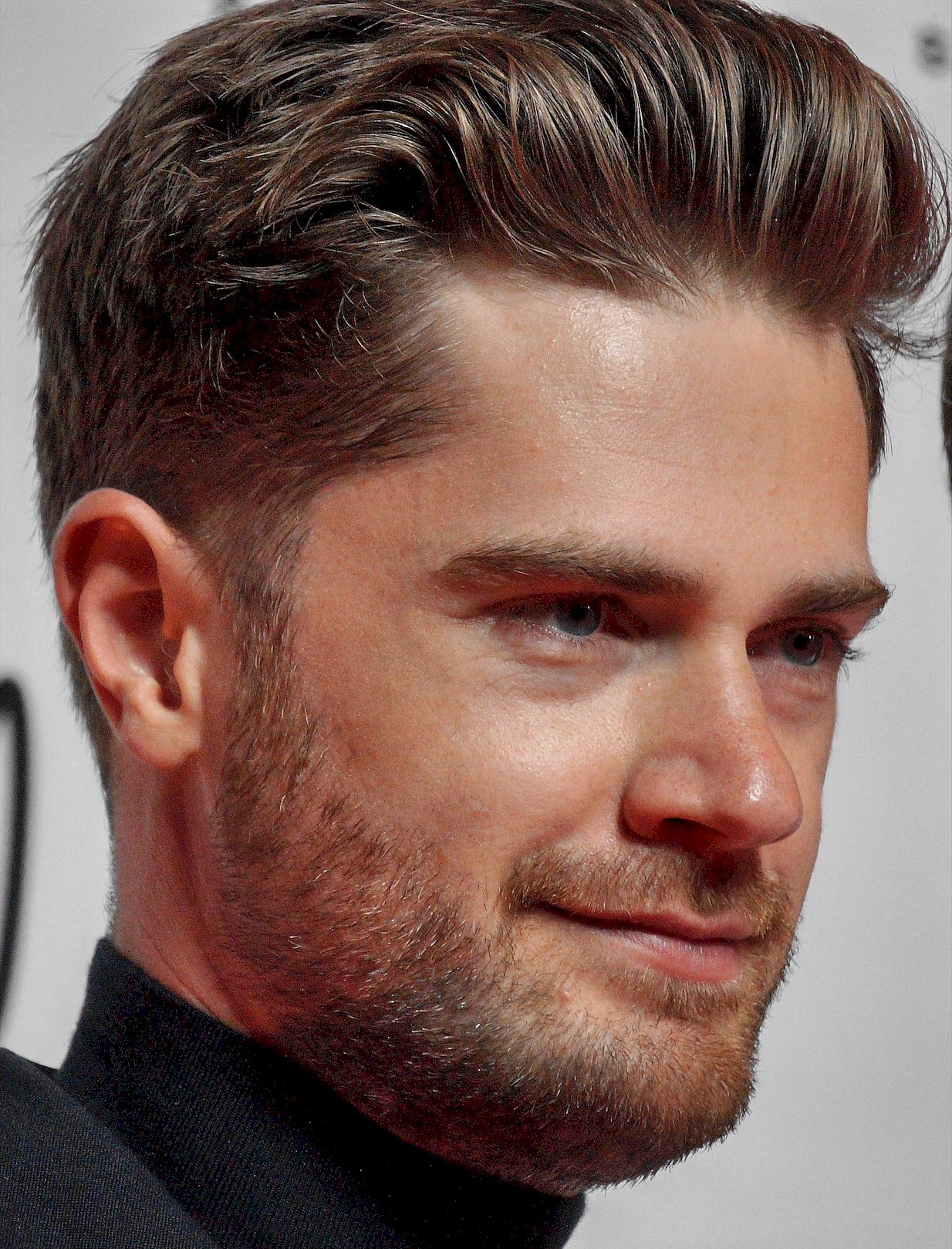
Lukas Dhont, director

### Temas relacionados
La trama de la historia trata varios temas profundos y emotivos, entre los cuales destacan: 
- Amistad y adolescencia:  La historia explora la intensa amistad entre Léo y Rémi, dos adolescentes que comparten una conexión muy cercana. Esta amistad se presenta como pura y profunda, mostrando cómo los amigos pueden convertirse en una parte esencial de la vida de uno.[7]
- Identidad y presión social:  La entrada a la secundaria trae consigo la presión de los compañeros y las preguntas sobre la naturaleza de la relación entre Léo y Rémi. Este tema aborda cómo las presiones y expectativas sociales pueden afectar la percepción de uno mismo y de sus relaciones. [8]
- Culpabilidad y duelo:  La trama aborda la culpa que siente Léo tras el suicidio de Rémi, explorando cómo lidiar con la pérdida de un ser querido puede ser una experiencia profundamente dolorosa y complicada. Léo lucha con sentimientos de responsabilidad y culpa, lo que añade una capa significativa al tema del duelo.[9]
- Aceptación y perdón: La interacción entre Léo y Sophie después del suicidio de Rémi resalta la importancia del perdón y la aceptación. La escena donde Sophie consuela a Léo muestra cómo el apoyo emocional y la empatía pueden ser cruciales para el proceso de sanación.[10]
- Relaciones familiares: Las relaciones familiares también son un tema importante, mostrando cómo los padres de Rémi, Sophie y Peter, lidian con la pérdida de su hijo. La cena con la familia de Léo destaca el dolor compartido y el impacto del duelo en toda la familia. [11]
- Búsqueda de identidad personal: A lo largo de la historia, Léo busca su propia identidad y su lugar en el mundo. Su interés en el hockey sobre hielo y su eventual aceptación de la pérdida de Rémi reflejan su proceso de autodescubrimiento y crecimiento personal.[11]
- Impacto del suicidio: La historia aborda de manera sensible el tema del suicidio adolescente, mostrando el devastador impacto que tiene en los amigos y la familia del fallecido. Este tema se maneja con cuidado, destacando la importancia de la comunicación y el apoyo en momentos de crisis.[12]

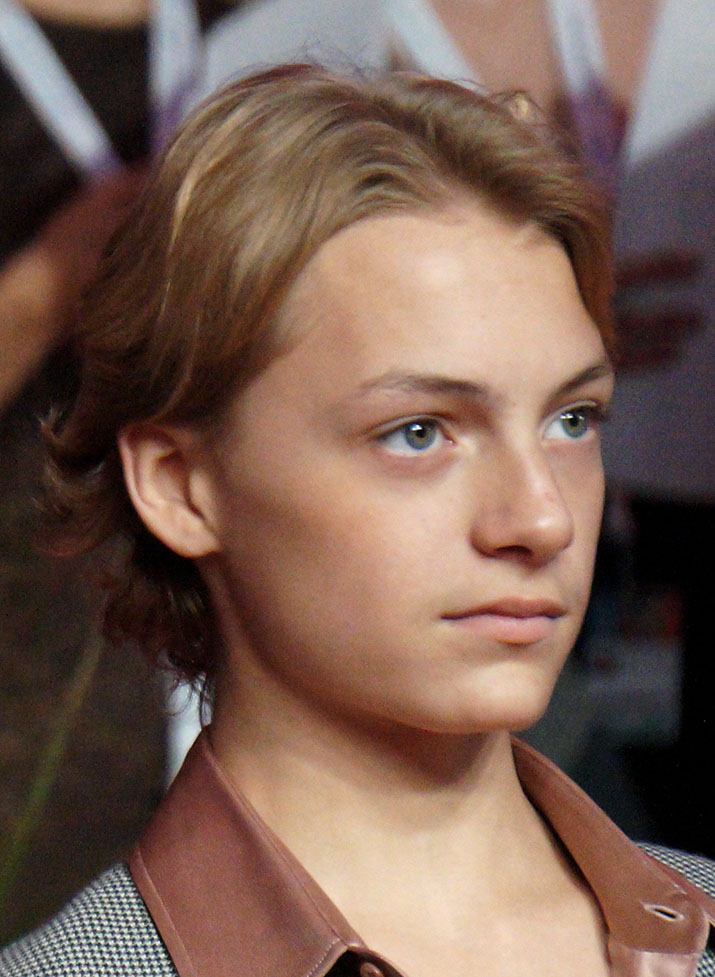
Eden Dambrine

## Reparto

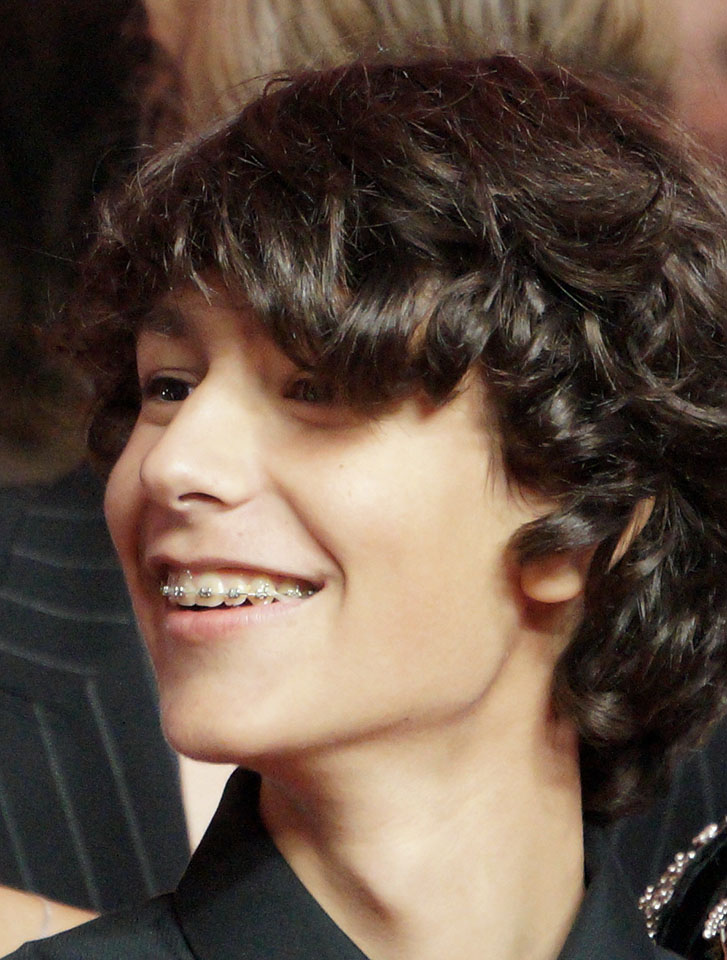
Gustav De Waele

- Eden Dambrine como Léo
- Gustav de Waele como Rémi
- Émilie Dequenne como Sophie
- Léa Drucker como Nathalie
- Kevin Janssens como Peter
- Marc Weiss como Yves
- Igor van Dessel como Charlie
- Léon Bataille como Baptiste

## Producción
El 19 de diciembre de 2018, se anunció que Lukas Dhont estaba desarrollando un largometraje sucesivo a su película ganadora del premio del Festival Internacional de Cine de Cannes de 2018, Girl. El coguionista Angelo Tijssens y el productor Dirk Impens se unieron para volver a formar equipo con Dhont para la película, la cual entonces no tenía título, y Dhont afirmó que “será diferente pero también al estilo de Girl” y que “en el centro es un personaje queer”.
No hubo más avances en el proyecto hasta el 23 de julio de 2020, cuando se anunció que Dhont había establecido una convocatoria de casting abierta para los dos papeles principales masculinos en la película que iban a ser interpretados por actores aficionados, con el casting programado. que tendrá lugar a finales de agosto. Además, estaba previsto que el rodaje comenzara el verano siguiente. El 20 de octubre de 2020, se anunció que la película se titularía Close y que el agente de ventas internacional The Match Factory se había unido al proyecto. El hermano de Dhont, Michael Dhont, también se incorporó para producir la película. El 29 de junio de 2021, la película apareció en la lista anual de financiación de coproducción de Eurimages, y el fondo apoya la película con €300 000.
La fotografía principal de la película comenzó el 9 de julio de 2021. Junto con el inicio de la producción, también se anunció que Émilie Dequenne y Léa Drucker fueron elegidas para los papeles principales.
Al escribir la película, Dhont se inspiró en el libro Deep Secrets de la psicóloga Niobe Way, que documenta su estudio sobre la intimidad entre los adolescentes. Dhont nombró a la película después de “close friendship” (en español, “amistad cercana”), un término recurrente en el libro.

## Estreno
Close tuvo su estreno mundial en competencia por la Palma de Oro en el Festival Internacional de Cine de Cannes de 2022, el 26 de mayo de 2022, donde luego recibió el Gran Premio. También jugó en la Competencia Oficial en el Festival de Cine de Sídney 2022, donde también ganó el Premio de Cine de Sídney.
La película será distribuida por Lumière en Benelux, por Diaphana Distribution en Francia y por A24 en los Estados Unidos.

## Recepción y galardones
En una encuesta realizada por IndieWire a 75 críticos en Cannes, Close fue nombrada la mejor película del festival. Dhont compartió el Gran Premio con Stars At Noon de Claire Denis.
También ganó el Premio de Cine de Sídney en junio de 2022.
| Premio                                              | Fecha de ceremonia       | Categoría                                                      | Nominado/a                                               | Resultado | Ref.          |
| --------------------------------------------------- | ------------------------ | -------------------------------------------------------------- | -------------------------------------------------------- | --------- | ------------- |
| Festival de Cannes                                  | 28 de mayo de 2022       | Palma de Oro                                                   | Lukas Dhont                                              | Nominado  | [ 26 ]        |
| Festival de Cannes                                  | 28 de mayo de 2022       | Gran Premio del Jurado                                         | Lukas Dhont                                              | Ganador   | [ 26 ]        |
| Festival de Cannes                                  | 28 de mayo de 2022       | Queer Palm                                                     | Lukas Dhont                                              | Nominado  | [ 27 ]        |
| Festival de Cine de Sídney                          | 19 de junio de 2022      | Sydney Film Prize                                              | Close                                                    | Ganadora  | [ 28 ]        |
| Miskolc International Film Festival                 | 17 de septiembre de 2022 | Emeric Pressburger Prize                                       | Close                                                    | Nominado  | [ 29 ]        |
| Miskolc International Film Festival                 | 17 de septiembre de 2022 | Premio CICAE                                                   | Close                                                    | Ganador   | [ 30 ]        |
| Hamptons International Film Festival                | 15 de octubre de 2022    | Película narrada                                               | Close                                                    | Ganadora  | [ 31 ]        |
| Mill Valley Film Festival                           | 18 de octubre de 2022    | Favorita de la audiencia - World Cinema (en lengua no inglesa) | Close                                                    | Ganadora  | [ 32 ]        |
| Festival Internacional de Cine de Chicago           | 21 de octubre de 2022    | Gold Hugo                                                      | Close                                                    | Nominado  | [ 33 ] [ 34 ] |
| Festival Internacional de Cine de Chicago           | 21 de octubre de 2022    | Silver Hugo Premio del Jurado                                  | Close                                                    | Ganador   | [ 33 ] [ 34 ] |
| Festival Internacional de Cine de Chicago           | 21 de octubre de 2022    | Gold Q-Hugo                                                    | Close                                                    | Ganador   | [ 33 ] [ 34 ] |
| Montclair Film Festival                             | 30 de octubre de 2022    | Premio Especial del Jurado Juvenil de Interpretación           | Eden Dambrine                                            | Ganador   | [ 35 ]        |
| Seville European Film Festival                      | 12 de noviembre de 2022  | Golden Giraldillo                                              | Close                                                    | Nominado  | [ 36 ]        |
| Seville European Film Festival                      | 12 de noviembre de 2022  | Premio de Oro del Jurado                                       | Close                                                    | Ganador   | [ 36 ]        |
| Seville European Film Festival                      | 12 de noviembre de 2022  | Mejor actor                                                    | Eden Dambrine                                            | Ganador   | [ 36 ]        |
| British Independent Film Awards                     | 4 de diciembre de 2022   | Mejor película internacional Independiente                     | Lukas Dhont, Angelo Tijssens, Michiel Dhont, Dirk Impens | Nominados | [ 37 ]        |
| National Board of Review                            | 8 de diciembre de 2022   | Mejor película extranjera                                      | Close                                                    | Ganadora  | [ 38 ]        |
| Premios del Cine Europeo                            | 10 de diciembre de 2022  | Mejor película                                                 | Close                                                    | Nominada  | [ 39 ]        |
| Premios del Cine Europeo                            | 10 de diciembre de 2022  | Mejor director                                                 | Lukas Dhont                                              | Nominado  | [ 39 ]        |
| Premios del Cine Europeo                            | 10 de diciembre de 2022  | Mejor guion                                                    | Lukas Dhont y Angelo Tijssens                            | Nominado  | [ 39 ]        |
| Premios del Cine Europeo                            | 10 de diciembre de 2022  | Mejor actor                                                    | Eden Dambrine                                            | Nominado  | [ 39 ]        |
| Premios del Cine Europeo                            | 10 de diciembre de 2022  | European University Film Award                                 | Close                                                    | Nominada  | [ 40 ]        |
| Washington D. C. Area Film Critics Association      | 12 de diciembre de 2022  | Mejor película de habla no inglesa                             | Close                                                    | Nominada  | [ 41 ]        |
| Asociación de Críticos de Cine de Chicago           | 14 de diciembre de 2022  | Mejor película extranjera                                      | Close                                                    | Nominada  | [ 42 ]        |
| Asociación de Críticos de Cine de San Luis          | 18 de diciembre de 2022  | Mejor película internacional                                   | Close                                                    | Nominada  | [ 43 ]        |
| Asociación de Críticos de Cine de Dallas-Fort Worth | 19 de diciembre de 2023  | Mejor película extranjera                                      | Close                                                    | Finalista | [ 44 ]        |
| San Diego Film Critics Society                      | 6 de enero de 2023       | Mejor película internacional                                   | Close                                                    | Nominada  | [ 45 ]        |
| Asociación de Críticos de Cine de Austin            | 10 de enero de 2023      | Mejor película internacional                                   | Close                                                    | Nominada  | [ 46 ]        |
| Premios Globo de Oro                                | 10 de enero de 2023      | Mejor película de habla no inglesa                             | Close                                                    | Nominada  | [ 47 ]        |
| Premios de la Crítica Cinematográfica               | 15 de enero de 2023      | Mejor película extranjera                                      | Close                                                    | Nominada  | [ 48 ]        |
| Premios Satellite                                   | 11 de febrero de 2023    | Mejor película internacional                                   | Close                                                    | Nominada  | [ 49 ]        |
| Premios Satellite                                   | 11 de febrero de 2023    | Mejor guion original                                           | Lukas Dhont y Angelo Tijssens                            | Nominada  | [ 49 ]        |
| Asociación de Críticos de Hollywood                 | 24 de febrero de 2023    | Mejor película internacional                                   | Close                                                    | Nominada  | [ 50 ]        |